# Сарыкольский хребет
Сарыко́льский хребе́т (тадж. Раште Кух Сарикол, кит. 萨雷阔勒岭) — горный хребет в Восточном Памире, тянущийся вдоль границы Таджикистана и Китая. Тянется от долины реки Маркансу до отрогов Гиндукуша, огибая с севера котловину с озёрами Шоркуль и Рангкуль. Служит водоразделом бассейнов реки Тарим, озера Каракуль и Амударьи.
Высота хребта колеблется от 4500 до 5800 м, высшая точка — гора Лявирдыр (6351 м). Протяжённость — около 350 км. Сложен главным образом кристаллическими сланцами и гранитоидами. В нижней части склонов — разрежённая растительность холодной высокогорной пустыни. Выше 5000 м — долинные и склоновые ледники. На территории таджикистанской части хребта расположено 240 ледников общей площадью 144 км².
Название хребта дано по текущей у его подножья реки Сарыкол — в переводе «жёлтая река» (кирг. сары «жёлтый», кол «река»).